# یانگ هاک-سئون
یانگ هاک-سئون (به انگلیسی: Yang Hak-Seon) ژیمناست زادهٔ ۶ دسامبر ۱۹۹۲ میلادی اهل کشور کره جنوبی است.